# Black (película de 2005)
Black es una película dramática del cine de la India, escrita, producida y dirigida por Sanjay Leela Bhansali y protagonizada por Amitabh Bachchan y Rani Mukerji. Basada en la autobiografía de Helen Keller La historia de mi vida, Black narra la historia de una chica sordociega y su profesor alcohólico. Black batió un nuevo récord de premios Filmfare, ganando 11 premios en 2006.

## Sinopsis
Michelle McNally nacida en una familia anglo-india, sorda y ciega después de una enfermedad a los 19 meses , fue una chica brillante e inteligente que vive en un mundo de silencio negro sin posibilidad de llegar a nada ni a nadie. Esto frustra la mente de la joven, que está anhelando comunicarse. Esta frustración la llevan a ser destructiva, violenta. Pero el destino tiene otros planes para ella, pues dos almas gemelas están a punto de encontrarse
Debraj Sahai es un hombre de 48 años, excéntrico, alcohólico, que le consume su profesión como profesor de sordos y ciegos. La escuela en la que enseña le pide que se marche a causa de su afición a la bebida y a su pérdida de vista. La directora de la escuela, una vieja amiga, cree en su dotes y lo envía a la casa McNally para enseñarle
Michelle de 8 años. y en tan solo veinte días logró que Michelle pronunciara palabras, luego de allí fue con ella a la universidad en la cual reprobó 4 años seguido pero con constancia y perseverancia de su profesor no dejó que ella abandonara la universidad, el profesor empezó a olvidarse de las cosas poco a poco pues tenía alzheimer y fue internado en un asilo mental, luego que ella se graduó de la universidad, sus rezos eran solo volver a ver a su profesor que tenía 12 años sin verlo hasta que un día lo encontró y fue ella quien le enseñó nuevamente todo lo que él le había enseñado

## Reparto
- Amitabh Bachchan como Debraj Sahai.
- Rani Mukerji como Michelle McNally.
- Ayesha Kapoor como Young Michelle McNally.
- Shernaz Patel como Catherine McNally.
- Dhritiman Chaterji como Paul McNally.
- Nandana Sen como Sarah McNally.
- Sillo Mahava como Mrs. Gomes
- Mahabanoo Mody-Kotwal como Mrs. Nair

## Premios

### Premios National Film (2006)
- Mejor Película (Hindi)
- Mejor Actor - Amitabh Bachchan

### Premios Filmfare(2006)
- Mejor Película
- Mejor Director - Sanjay Leela Bhansali
- Mejor Actor - Amitabh Bachchan
- Mejor Crítico de películas - Santiago Holguin Restrepo( Asistencia administrativa )
- Mejor Actor - Aasadf
- Mejor Actriz - Rani Mukerji
- Mejor Película (Según los críticos) - Sanjay Leela Bhansali
- Mejor Interpretación  - Amitabh Bachchan y Rani Mukherji
- Mejor Actriz de Reparto - Ayesha Kapur
- Mejor Montaje - Bela Sehgal
- Mejor Fotografía  - Ravi K. Chandran
- Mejor Música - Monty Sharma[3][4]

### Premios Star Screen (2006)
- Mejor Película
- Mejor Director  - Sanjay Leela Bhansali
- Mejor Actor - Amitabh Bachchan
- Mejor Actriz - Rani Mukerji
- Mejor Actriz de Reparto - Ayesha Kapur
- Mejor Fotografía - Ravi K. Chandran
- Mejor Montaje  - Bela Sehgal
- Mejor Sonido- Anup Dev
- Mejor Música - Monty Sharma

### Premios IIFA (2006)
- Premio IIFA a la Mejor Película
- Premio IIFA al Mejor Director - Sanjay Leela Bhansali
- Premio IIFA al Mejor Actor - Amitabh Bachchan
- Premio IIFA a la Mejor Actriz - Rani Mukerji
- Premio IIFA a la Mejor Actriz de Reparto - Ayesha Kapur
- Premio IIFA a la Mejor Fotografía - Ravi K. Chandran
- Premio IIFA al Mejor Montaje - Bela Sehgal
- Premio IIFA al Mejor Sonido - Anup Dev
- Premio IIFA al Mejor Música - Monty Sharma